# Aulacigastridae
Aulacigastridae Duda, 1924, è una piccola famiglia di insetti dell'ordine dei Ditteri (Brachycera: Cyclorrhapha: Acalyptratae). Composta da forme saprofaghe, non risulta di evidente importanza economica.

## Descrizione

### Adulto
Gli adulti hanno corpo di piccole dimensioni, lungo 2-5 mm e scuro, con tegumento rivestito da un fine tomento grigio.
Il capo ha occhi grandi, negli esemplari vivi di colore rosso con bande verdastre nella parte anteriore. La chetotassi comprende due paia di setole fronto-orbitali, quelle inferiori proclinate, quelle superiori reclinate e più interne, setole ocellari brevi o assenti, setole verticali interne ed esterne robuste. Vibrisse presenti e setole postocellari sempre assenti.
Il torace è provvisto di 1-2 paia di setole dorsocentrali, un paio di omerali, due paia di notopleurali, un paio di postalari e due paia di scutellari. Le pleure sono provviste di un paio di robuste setole nell'episterno ventrale e più setole lungo il margine posteriore dell'episterno dorsale. Le zampe non presentano chetotassi caratteristica ed hanno tarsi di colore più chiaro rispetto al resto del corpo. Le ali sono chiare.
La costa si estende fino alla terminazione della media e presenta due fratture, la subcostale e l'omerale; quest'ultima può anche essere assente e rimpiazzata da un assottigliamento. La subcosta è sottile ma completa e raggiunge il margine dell'ala. La radio si divide in tre rami, con R1 breve, terminante entro il terzo basale del margine costale, e rami del settore radiale lunghi, terminanti in posizione subapicale. La media è indivisa e termina poco dopo l'apice dell'ala. Vene posteriori presenti, con CuA1 completa, CuA2 breve e ricurva, confluente sull'anale; vena A1+CuA2 incompleto, non raggiungente il margine dell'ala. Fra le vene trasversali sono sempre presenti la radio-mediale (r-m) e la medio-cubitale discale (dm-cu). La medio-cubitale basale (bm-cu) è del tutto assente in Aulacigaster, quasi evanescente nei generi tropicali. Un carattere particolare, presente nel genere Curiosimusca, consiste nel mascheramento delle vene r-m e dm-cu, dovuto alla colorazione bianca delle due vene o alla presenza di macchie bianche che le ricoprono.
L'addome è composto da cinque uriti apparenti nel maschio e sei nella femmina, con il primo e secondo tergite parzialmente fusi. Il maschio presenta gli uriti genitali asimmetrici; in Aulacigaster, il sesto tergite è molto piccolo e il settimo e ottavo sono assenti, mentre gli sterniti 6-8 sono fusi. Nella femmina, il settimo tergite è ben sviluppato e fuso con il corrispondente sternite.

Schema della nervatura alare in Aulacigaster.
Fratture costali: hb: omerale; sb: subcostale.
Vene longitudinali: C: costa; Sc: subcosta; R: radio; M: media; Cu: cubito; A: anale.
Vene trasversali: h: omerale; r-m: radio-mediale; dm-cu: medio-cubitale discale.
Cellule: br: 1ª basale; bm+dm: basale-discale; cup: cellula cup.

### Stadi giovanili
La larva è subcilindrica sottile e allungata e in alcune specie raggiunge a maturità i 6–7 mm di lunghezza con meno di un millimetro di diametro. Capsula cefalica affusolata, allungata e ricurva verso il basso. La metameria è poco evidente, sono presenti otto paia di pseudopodi ventrali e la parte posteriore si prolunga in un lungo sifone respiratorio caudale.
Il pupario ha un profilo ellittico, è appiattito in senso dorso-ventrale ed ha un colore bruno-giallastro chiaro. La parte anteriore mostra due lunghi cornetti respiratori, portanti gli stigmi toracici, quella caudale presenta un breve prolungamento tubulare portante gli stigmi addominali.

## Habitat e biologia
Le larve si sviluppano in essudati vegetali, anche molto viscosi, emessi dalle ferite di varie piante arboree, oppure nei fitotelmi raccolti dalle foglie di Bromeliaceae. Gli adulti frequentano l'habitat adiacente ai siti in cui si è svolto lo sviluppo postembrionale.
Il ciclo biologico ha un numero indefinito di generazioni l'anno e lo svernamento, nelle regioni temperate, avviene allo stadio di adulto o, meno frequentemente, di pupa.

## Sistematica e filogenesi
L'inquadramento tassonomico degli Aulacigastridae è stato per lungo tempo incerto e controverso e fra gli anni sessanta e gli anni novanta la famiglia ha subito diverse revisioni. Lo status di famiglia, comprendente il solo genere Aulacogaster (=Aulacigaster), fu formalmente definito da Duda (1924), che allora usò la denominazione Aulacogastridae. Le difficoltà sostanziali di un inquadramento sistematico erano dovute al fatto che il genere comprendeva due sole specie, Aulacigaster leucopeza e Aulacigaster rufitarsis. Quest'ultima fu successivamente ridotta a sinonimo minore di A. leucopeza. In definitiva, la conoscenza di una sola specie ha reso per lungo tempo incerta la collocazione sistematica del genere e la sua relazione con gli altri generi affini.
I primi tentativi di definire la famiglia su una base filogenetica risalgono ad Hennig che, fra gli anni sessanta e gli anni settanta, propose l'estensione ad altri generi. Dapprima raggruppò gli Aulacigastridae e i Periscelididae in un'unica famiglia, ma nel 1973 separava gli Aulacigastridae come famiglia distinta nel gruppo dei Periscelididea, rimarcando la stretta affinità i Periscelididae. All'interno degli Aulacigastridae collocava i generi Aulacigaster, Cyamops, Planinasus, Stenomicra e Schizochroa, oltre al fossile Protaulacigaster.
Dopo Hennig, David McAlpine propose, fra la fine degli anni settanta e i primi anni ottanta, marcate modifiche alla tassonomia di questi ditteri: dapprima spostò i generi Cyamops e Stenomicra nei Periscelididae, poi fece altrettanto per Planinasus, rimosse Protaulacigaster dalla famiglia lasciandolo come incertae sedis, ridusse Schizochroa a sinonimo minore di Aulacigaster. Infine suddivise la famiglia in due sottofamiglie: Aulacigastrinae, comprendente il solo genere Aulacigaster, e Nemininae, comprendente i generi di nuova definizione Nemo e Ningulus.
La questione dell'inquadramento degli Aulacigastridae rimase sostanzialmente aperta per tutti gli anni ottanta. Infatti, nel secondo volume del Manual of Nearctic Diptera (1987), Teskey ha trattato la famiglia degli Aulacigastridae comprendendovi i generi Aulacigaster, Stenomicra e Cyamops, e James McAlpine ha trattato i Periscelididae includendovi i generi Diopsosoma, Marbenia, Neoscutops, Periscelis e Scutops. James McAlpine e Teskey adottano perciò l'impostazione originaria di Hennig senza prendere in considerazione le revisioni proposte da David McAlpine. Nel terzo volume del Manual of Nearctic Diptera (1989), James McAlpine (1989) esamina le relazioni morfologiche dei generi Cyamops, Stenomicra e Planinasus con Periscelis e Aulacigaster, discutendo sia le posizioni di Hennig sia quelle di David McAlpine. Nella sua trattazione conferma l'adozione dello schema tassonomico di Hennig, tuttavia sottolinea la congruità delle revisioni di D. McAlpine, sostenendo la necessità di ulteriori approfondimenti.
Nella costruzione del cladogramma degli Opomyzoidea, superfamiglia che in generale aggrega gli Anthomyzoidea e gli Agromyzoidea sensu Hennig, James McAlpine supporta la natura monofiletica dei Periscelididea sensu Hennig e rimarca la stretta relazione fra i Periscelididae e gli Aulacigastridae. Infatti, McAlpine posiziona il clade Periscelididae+Aulacigastridae come monofiletico rispetto alla famiglia dei Neurochaetidae (definita pochi anni prima da David McAlpine) e le tre famiglie come linea divergente rispetto al resto degli Asteioinea:
|  | Neurochaetidae                                                     |
|  |                                                                    |
|  | \| \| Periscelididae \| \| \| \| \| \| Aulacigastridae \| \| \| \| |
|  |                                                                    |
|  | Periscelididae                                                     |
|  |                                                                    |
|  | Aulacigastridae                                                    |
|  |                                                                    |

|  | Periscelididae  |
|  |                 |
|  | Aulacigastridae |
|  |                 |

|  | Neurochaetidae                                                     |
|  |                                                                    |
|  | \| \| Periscelididae \| \| \| \| \| \| Aulacigastridae \| \| \| \| |
|  |                                                                    |
|  | Periscelididae                                                     |
|  |                                                                    |
|  | Aulacigastridae                                                    |
|  |                                                                    |

|  | Periscelididae  |
|  |                 |
|  | Aulacigastridae |
|  |                 |

|  | Neurochaetidae                                                     |
|  |                                                                    |
|  | \| \| Periscelididae \| \| \| \| \| \| Aulacigastridae \| \| \| \| |
|  |                                                                    |
|  | Periscelididae                                                     |
|  |                                                                    |
|  | Aulacigastridae                                                    |
|  |                                                                    |

|  | Periscelididae  |
|  |                 |
|  | Aulacigastridae |
|  |                 |

|  | Neurochaetidae                                                     |
|  |                                                                    |
|  | \| \| Periscelididae \| \| \| \| \| \| Aulacigastridae \| \| \| \| |
|  |                                                                    |
|  | Periscelididae                                                     |
|  |                                                                    |
|  | Aulacigastridae                                                    |
|  |                                                                    |

|  | Periscelididae  |
|  |                 |
|  | Aulacigastridae |
|  |                 |

|  | Neurochaetidae                                                     |
|  |                                                                    |
|  | \| \| Periscelididae \| \| \| \| \| \| Aulacigastridae \| \| \| \| |
|  |                                                                    |
|  | Periscelididae                                                     |
|  |                                                                    |
|  | Aulacigastridae                                                    |
|  |                                                                    |

|  | Periscelididae  |
|  |                 |
|  | Aulacigastridae |
|  |                 |

|  | Neurochaetidae                                                     |
|  |                                                                    |
|  | \| \| Periscelididae \| \| \| \| \| \| Aulacigastridae \| \| \| \| |
|  |                                                                    |
|  | Periscelididae                                                     |
|  |                                                                    |
|  | Aulacigastridae                                                    |
|  |                                                                    |

|  | Periscelididae  |
|  |                 |
|  | Aulacigastridae |
|  |                 |

|  | Neurochaetidae                                                     |
|  |                                                                    |
|  | \| \| Periscelididae \| \| \| \| \| \| Aulacigastridae \| \| \| \| |
|  |                                                                    |
|  | Periscelididae                                                     |
|  |                                                                    |
|  | Aulacigastridae                                                    |
|  |                                                                    |

|  | Periscelididae  |
|  |                 |
|  | Aulacigastridae |
|  |                 |

|  | Neurochaetidae                                                     |
|  |                                                                    |
|  | \| \| Periscelididae \| \| \| \| \| \| Aulacigastridae \| \| \| \| |
|  |                                                                    |
|  | Periscelididae                                                     |
|  |                                                                    |
|  | Aulacigastridae                                                    |
|  |                                                                    |

|  | Periscelididae  |
|  |                 |
|  | Aulacigastridae |
|  |                 |

|  | Neurochaetidae                                                     |
|  |                                                                    |
|  | \| \| Periscelididae \| \| \| \| \| \| Aulacigastridae \| \| \| \| |
|  |                                                                    |
|  | Periscelididae                                                     |
|  |                                                                    |
|  | Aulacigastridae                                                    |
|  |                                                                    |

|  | Periscelididae  |
|  |                 |
|  | Aulacigastridae |
|  |                 |

|  | Neurochaetidae                                                     |
|  |                                                                    |
|  | \| \| Periscelididae \| \| \| \| \| \| Aulacigastridae \| \| \| \| |
|  |                                                                    |
|  | Periscelididae                                                     |
|  |                                                                    |
|  | Aulacigastridae                                                    |
|  |                                                                    |

|  | Periscelididae  |
|  |                 |
|  | Aulacigastridae |
|  |                 |

|  | Neurochaetidae                                                     |
|  |                                                                    |
|  | \| \| Periscelididae \| \| \| \| \| \| Aulacigastridae \| \| \| \| |
|  |                                                                    |
|  | Periscelididae                                                     |
|  |                                                                    |
|  | Aulacigastridae                                                    |
|  |                                                                    |

|  | Periscelididae  |
|  |                 |
|  | Aulacigastridae |
|  |                 |

|  | Neurochaetidae                                                     |
|  |                                                                    |
|  | \| \| Periscelididae \| \| \| \| \| \| Aulacigastridae \| \| \| \| |
|  |                                                                    |
|  | Periscelididae                                                     |
|  |                                                                    |
|  | Aulacigastridae                                                    |
|  |                                                                    |

|  | Periscelididae  |
|  |                 |
|  | Aulacigastridae |
|  |                 |

|  | Neurochaetidae                                                     |
|  |                                                                    |
|  | \| \| Periscelididae \| \| \| \| \| \| Aulacigastridae \| \| \| \| |
|  |                                                                    |
|  | Periscelididae                                                     |
|  |                                                                    |
|  | Aulacigastridae                                                    |
|  |                                                                    |

|  | Periscelididae  |
|  |                 |
|  | Aulacigastridae |
|  |                 |

|  | Neurochaetidae                                                     |
|  |                                                                    |
|  | \| \| Periscelididae \| \| \| \| \| \| Aulacigastridae \| \| \| \| |
|  |                                                                    |
|  | Periscelididae                                                     |
|  |                                                                    |
|  | Aulacigastridae                                                    |
|  |                                                                    |

|  | Periscelididae  |
|  |                 |
|  | Aulacigastridae |
|  |                 |

|  | Neurochaetidae                                                     |
|  |                                                                    |
|  | \| \| Periscelididae \| \| \| \| \| \| Aulacigastridae \| \| \| \| |
|  |                                                                    |
|  | Periscelididae                                                     |
|  |                                                                    |
|  | Aulacigastridae                                                    |
|  |                                                                    |

|  | Periscelididae  |
|  |                 |
|  | Aulacigastridae |
|  |                 |

|  | Neurochaetidae                                                     |
|  |                                                                    |
|  | \| \| Periscelididae \| \| \| \| \| \| Aulacigastridae \| \| \| \| |
|  |                                                                    |
|  | Periscelididae                                                     |
|  |                                                                    |
|  | Aulacigastridae                                                    |
|  |                                                                    |

|  | Periscelididae  |
|  |                 |
|  | Aulacigastridae |
|  |                 |

Dagli anni novanta ad oggi, la scoperta di nuove specie ha permesso di ampliare sensibilmente la conoscenza del genere Aulacigaster e inquadrarlo meglio nel contesto tassonomico degli Opomyzoidea, per quanto sussistevano ancora incertezze in merito alla relazione di Aulacigaster con altri generi degli Opomyzoidea. Le tappe fondamentali, negli anni novanta, sono state le descrizioni di due nuove specie afrotropicali (Barraclough, 1993), di tre nuove specie, due neartiche e una oloartica (Mathis & Freidberg, 1994), di due nuove specie paleartiche (Papp, 1997), portando a otto il numero di specie del genere Aulacigaster.
Nel suo contributo, Barraclough adottava formalmente la revisione di David McAlpine, includendo negli Aulacigastridae anche i generi Nemo e Ningulus. Freidberg (1994) ha proposto una sostanziale modifica all'inquadramento della famiglia: con la descrizione del nuovo genere afrotropicale Nemula separa formalmente la sottofamiglia Nemininae elevandola al rango di famiglia con il nome Neminidae. La separazione dei generi Nemo, Ningulus e Nemula in una famiglia propria riporta gli Aulacigastridae allo status di famiglia monotipica, comprendente il solo genere Aulacigaster.
Papp (1998), nella sua trattazione della famiglia nel Manual of Palaearctic Diptera supporta implicitamente la proposta di Freidberg e considera la famiglia come monotipica. Papp, infatti, ritiene discutibile la suddivisione degli Aulacigastridae nelle due sottofamiglie sensu McAlpine ed esprime dubbi anche sull'appartenenza del genere fossile Protaulacigaster; tuttavia non approfondisce la problematica: mantenendo la trattazione della sistematica nell'ambito dell'entomofauna paleartica, rimanda ad altra sede la risoluzione dell'inquadramento tassonomico dei generi Nemo, Ningulus e Nemula. Questa posizione è adottata anche da altri Autori che, fra il 1998 e il 2000, trattano la famiglia Aulacigastridae come monotipica. Va tuttavia precisato che nel corso degli anni novanta, Evenhuis ha sostenuto l'appartenenza del genere Protaulacigaster alla famiglia degli Aulacigastridae e Roháček (1998) ha proposto lo spostamento del genere Echidnocephalodes dagli Anthomyzidae agli Aulacigastridae.
L'ultima tappa fondamentale si deve a Rung et al. (2005), con la descrizione del nuovo genere Curiosimusca e di tre nuove specie indomalesiane. Gli Autori stabiliscono l'appartenenza del genere agli Aulacigastridae e ridefiniscono le chiavi di differenziazione della famiglia dagli altri Opomyzoidea.
Thomson et al., nel BioSystematic Database of World Diptera, riassumono questi contributi integrando la proposta di inclusione di Echidnocephalodes (Roháček, 1998) e mantenendo distinte nel genere Schizochroa le specie neotropicali come originariamente definito da Hennig. Nel complesso, la famiglia degli Aulacigastridae sarebbe composta da 18 specie viventi, ripartite fra quattro generi.
- Aulacigaster Macquart, 1835 (=Ampycophora, Apotomella)
  - A. afghanorum Papp, 1997
  - A. africana Barraclough, 1993
  - A. borbonica Hilger & Kassebee, 2000
  - A. falcata Papp, 1997
  - A. leucopeza (Meigen, 1830) (=Apotomella impressifrons Dufour, 1846, Aulacigaster rufitarsis Macquart, 1835, Ampycophora tarsata Wahlberg, 1847)
  - A. mcalpinei Mathis & Freidberg, 1994
  - A. neoleucopeza Mathis & Freidberg, 1994
  - A. pappi Kassebeer, 2001
  - A. perata Barrachlough, 1993
  - A. sabroskyi Mathis & Freidberg, 1994
- Curiosimusca Rung, Mathis & Papp, 2005
  - C. khooi Rung, Mathis & Papp, 2005
  - C. maefangensis Rung, Mathis & Papp, 2005
  - C. orientalis Rung, Mathis & Papp, 2005
- Echidnocephalodes Sabrosky, 1980 (=Echidnocephalus)
  - E. barbatus (Lamb, 1914)
- Schizochroa Hennig, 1956
  - S. ecuadoriensis Hennig, 1956
  - S. melanoleuca Hennig, 1956
  - S. minuta Hennig, 1956
  - S. plesiomorphica Hennig, 1969

## Fossili
Attualmente resta ancora aperta la questione dell'appartenenza della specie Protaulacigaster electrica Hennig, 1965. L'appartenenza del genere Protaulacigaster alla famiglia degli Aulacigastridae fu esclusa da David McAlpine (1983), supportata da James McAlpine (1989) e messa in dubbio da Papp (1998). Evenuis sostiene con riserva l'appartenenza alla famiglia e il BDWD la include a tutti gli effetti senza alcuna osservazione a margine. Il fossile è stato ritrovato nell'ambra baltica e risale perciò ad un periodo a cavallo fra l'Eocene e l'Oligocene.

## Distribuzione
Malgrado il limitato numero di specie, la famiglia è rappresentata in tutte le regioni zoogeografiche ad eccezione dell'Australasia, con prevalente presenza nella oloartica. La distribuzione delle varie specie è riassunta nella seguente tabella:
|                  | Afrotropicale                      | Neartica                                  | Neotropicale                                                | Orientale                              | Paleartica                                                     |
| ---------------- | ---------------------------------- | ----------------------------------------- | ----------------------------------------------------------- | -------------------------------------- | -------------------------------------------------------------- |
| Aulacigaster     | A. africana A. borbonica A. perata | A. mcalpinei A. neoleucopeza A. sabroskyi |                                                             |                                        | A. afghanorum A. falcata A. leucopeza A. neoleucopeza A. pappi |
| Curiosimusca     |                                    |                                           |                                                             | C. khooi C. maefangensis C. orientalis |                                                                |
| Echinocephalodes | E. barbatus                        |                                           |                                                             |                                        |                                                                |
| Schizochroa      |                                    |                                           | S. ecuadoriensis S. melanoleuca S. minuta S. plesiomorphica |                                        |                                                                |

In Europa è presente il solo genere Aulacigaster, con le specie A. falcata, A. leucopeza, A. neoleucopeza e A. pappi. In Italia è segnalata solo la specie A. leucopeza, limitatamente al nord.